# Oestriol
Oestriol of estriol is een vrouwelijk hormoon.
Oestriol is een oestrogeen, dat vrijwel alleen bij zwangerschap voorkomt. Het wordt dan aangemaakt door de placenta en is een steroïde. Het lichaam - dus vooral de placenta - maakt dit aan vanuit androsteendion. Oestriol heeft mogelijk een gunstige werking bij multipele sclerose.
In de dierengeneeskunde wordt het aangewend ter behandeling van urine-incontinentie van honden waarvan de eierstokken verwijderd zijn (merknaam Incurin).